# Martín Scelzo
Martín Alejandro Scelzo (Buenos Aires, 5 de febrero de 1976) es un exjugador argentino de rugby que se desempeñaba como pilar.

## Biografía
Nacido el 5 de febrero de 1976 en Buenos Aires. Se formó deportivamente en el Club Banco Hipotecario Nacional y pasó en 1999 al rugby inglés en el cual jugó para el Northampton, finalmente emigró al rugby francés en 2001 para jugar en Narbonne, Clermont y el Agen donde se retiró en 2012.

### Selección nacional
Martín debutó a los 20 años en los Pumas el 14 de septiembre de 1996 frente a Estados Unidos, Argentina ganó 29-26. En total jugó 57 partidos con su selección y marcó 10 tries (50 puntos).

### Participaciones en Copas del Mundo
Chelchi jugó su primer mundial en Gales 1999, donde Argentina inauguró el mundial ante Gales, siendo derrotado 23-18. Argentina saldría calificado mejor tercero en la fase de grupos, superando por primera vez dicha etapa y debería jugar un play-off contra Irlanda para clasificar a cuartos de final; los Pumas triunfarían 24-28 y luego serían eliminados del mundial por Les Blues. Cuatro años más tarde, llegó Australia 2003 donde los Pumas no pudieron vencer al XV del trébol en un duelo clave por la clasificación a cuartos de final. Participó del histórico Mundial de Francia 2007, en el cual Argentina venció a Francia en la inauguración del torneo, Georgia, Namibia e Irlanda para ganar su grupo. En Cuartos de final vencerían a Escocia para hacer historia y llegar por primera vez a Semifinales donde enfrentaron a los eventuales campeones mundiales, los Springboks, siendo la única derrota en el torneo. Argentina enfrentó nuevamente a Les Blues por el tercer lugar del Mundial, una vez más Los Pumas triunfaron 10-34. Finalmente Martín se retiraría del seleccionado en Nueva Zelanda 2011, Argentina empezaría el mundial cayendo ante el XV de la rosa 13-9, pero ganaría sus otros tres partidos de grupo ante Rumania, Escocia (en una victoria agónica por 13-12) y Georgia para clasificar a cuartos, donde enfrentaría a los eventuales campeones del mundo, los All Blacks; en un partido memorable Los Pumas serían derrotados 33-10.
| Mundial                       | Sede          | Resultado        | PJ | Tries |
| ----------------------------- | ------------- | ---------------- | -- | ----- |
| Copa Mundial de Rugby de 1999 | Gales         | Cuartos de final | 3  | 0     |
| Copa Mundial de Rugby de 2003 | Australia     | Primera fase     | 4  | 0     |
| Copa Mundial de Rugby de 2007 | Francia       | Tercer puesto    | 5  | 0     |
| Copa Mundial de Rugby de 2011 | Nueva Zelanda | Cuartos de final | 5  | 0     |